# 新井拓児
新井 拓児（あらい たくじ、1971年 - ）は、日本の経済学者。慶應義塾大学経済学部教授。専門は金融工学。

## 主な略歴
- 1993年 東京理科大学理工学部卒業
- 2001年 慶應義塾大学大学院理工学研究科博士課程修了
- 2001年 筑波大学大学院ビジネス科学研究科非常勤研究員、東京理科大学理工学部助手
- 2005年 慶應義塾大学経済学部准教授
- 2014年 慶應義塾大学経済学部教授

## 主な所属学会
- 日本数学会
- 日本金融・証券計量・工学学会
- Bachelier Finance Society
- 日本ファイナンス学会
- 数理経済学研究センターなど